# نظيري النيشابوري
نظيري النيشابوري (ت. 1023 هـ) هو من شعراء إيران في القرن الحادي عشر الهجري.
هو محمد حسين النيشابوري، المعروف بنظيري. ولد بنيسابور ، وبعد وفاة والده رحل في بلاد خراسان والعراق وفارس ، ثم انتقل إلى الهند ، وتقرب من حكامها كالملك أكبر شاه ملك الهند وغيره وحظي لديهم وسكن مدينة اكره ، وبعد أن أدى فريضة الحج سكن مدينة أحمد آباد بگجرات الهند. أخذ التصوف في أواخر حياته عن الملا حسين الجوهري الصوفي. توفي بالگجرات سنة 1023 هـ، وقيل سنة 1021 هـ، وقيل سنة 1022 هـ.